# Без ґрунту
«Без ґрунту» — модерністський роман українського письменника В. Домонтовича. Уперше опубікований твір був на сторінках журналу «Український засів» 1942 року. Виданий 1948 року в Регенсбурзі у видавництві Михайла Борецького.

## Жанр
У листі до Леоніда Лимана від 25 березня 1949 року В. Домонтович так схарактеризував свій роман: «опис тижневої командировки, отже, щоденник, хроніка послідовностей, не більше».
Соломія Павличко означила жанр твору як роман-трактат.

## Сюжет
Події роману відбуваються приблизно в 1920—30-ті роки ХХ ст. Столичний авторитетний мистецтвознавець Ростислав Михайлович їде у відрядження до рідного Катеринослава (сучасне Дніпро) (місто дитинства самого В. Домонтовича), щоб узяти участь у вирішенні долі Варязької церкви.

## Проблематика
Олександра Цепа акцентує увагу на таких основних проблемах у романі В. Домонтовича:
- роздуми автора про ідеологічні, соціальні, духовні засади соцсуспільства;
- уявлення про світ митця й мистецтва;
- жага до нищення, антиісторичності народу;
- безкомпромісна каральна політика владної партії;
- знеособлення особистості (на прикладі Ростислава Михайловича);
- нереалізованість неординарної людини в антигуманному «соціалістичному раю»;
- дисгармонія людини в радянську добу.

## Герої
Ростислав Михайлович — мистецтвознавець, консультант у Комітеті охорони пам'яток старовини й мистецтва. Прототип В. Домонтовича. Це людина обережна, впливова й ерудована. Ростислав Михайлович достатньо індиферентно ставиться до питання Варязької церкви, часто повторюючи фразу «Що я можу?». На думку Валерії Савотіної, ці слова стають характеристикою часу, а сам Ростислав Михайлович — уособленням тодішніх інтелектуалів, які нічого не можуть, вони приречені. Консультант сповідує «філософію інтелектуального вагабондизму, епоху, де б душею відпочить, епоху, куди б утекти». 
|  | Звертатися до Комітету в справах архітектурних пам'яток, це звертатися лише до вас. Ви ж одинокий і найавторитетніший фахівець на цілу Україну. |

Степан Линник — митець, учитель Ростислава Михайловича. Він автор похмурих пейзажів, орієнтованих на першопочатки, зародження світу: зображує каміння, первісні роботи. Свого часу він приїздить в місто на березі Дніпра, щоб збудувати собор. Деякі дослідники прототипом Линника називають Ніколая Реріха, інші — Георгія Нарбута. Обставини смерти героя порівнюють зі смертю театрального художника Миколи Сапунова. Василь Чапленко вбачав в образі Степана Линника Тодося Осьмачку.
|  | Як і Ніцше, так і Степан Линник був розіп'ятий на хресті свого пророчого покликання! |

Арсен Петрович Витвицький — у минулому поет-модерніст, на час дії твору — директор провінційного Музею Мистецтв. Його прототипом, за переконаннями Соломії Павличко, є Микола Філянський. Витвицький — постать загублена, слабка, надзвичайно напружена й непевна в собі. Він ентузіаст музейної справи, порядна, чемна й делікатна людина. Василь Чапленко прототипом Арсена Витвицького вважав Миколу Чернявського.
|                                | Я ніколи в житті не був собою! |
| — Арсен Петрович, «Без ґрунту» |                                |

Данило Іванович Криницький — директор історичного музею, «запорізький дід, колишній приятель Костомарова й Рєпіна». Він проти всього модерного. Його прототипом є Дмитро Яворницький.
Петро Петрович Півень — завідувач етнографічного відділу історичного музею. Письменник, який «нічого не читає, бо не хоче зіпсувати власний стиль».
Іван Ґуля — молодий уповноважений Комітету охорони пам'яток. Він з ентузіазмом обстоює питання збереження церкви як пам'ятки старовини. Ґуля — колишній студент Ростислава Михайловича, віддано захоплений своїм учителем.
Станіслав Бирський — інженер-будівник, «людина розрахунків і коньюктури, нове перевтілення Печорина». Він виступає за знесення Варязької церкви та декларує ідеали комуністичної утопії.
Лариса Павлівна Сольська — співачка, коханка Ростислава Михайловича.

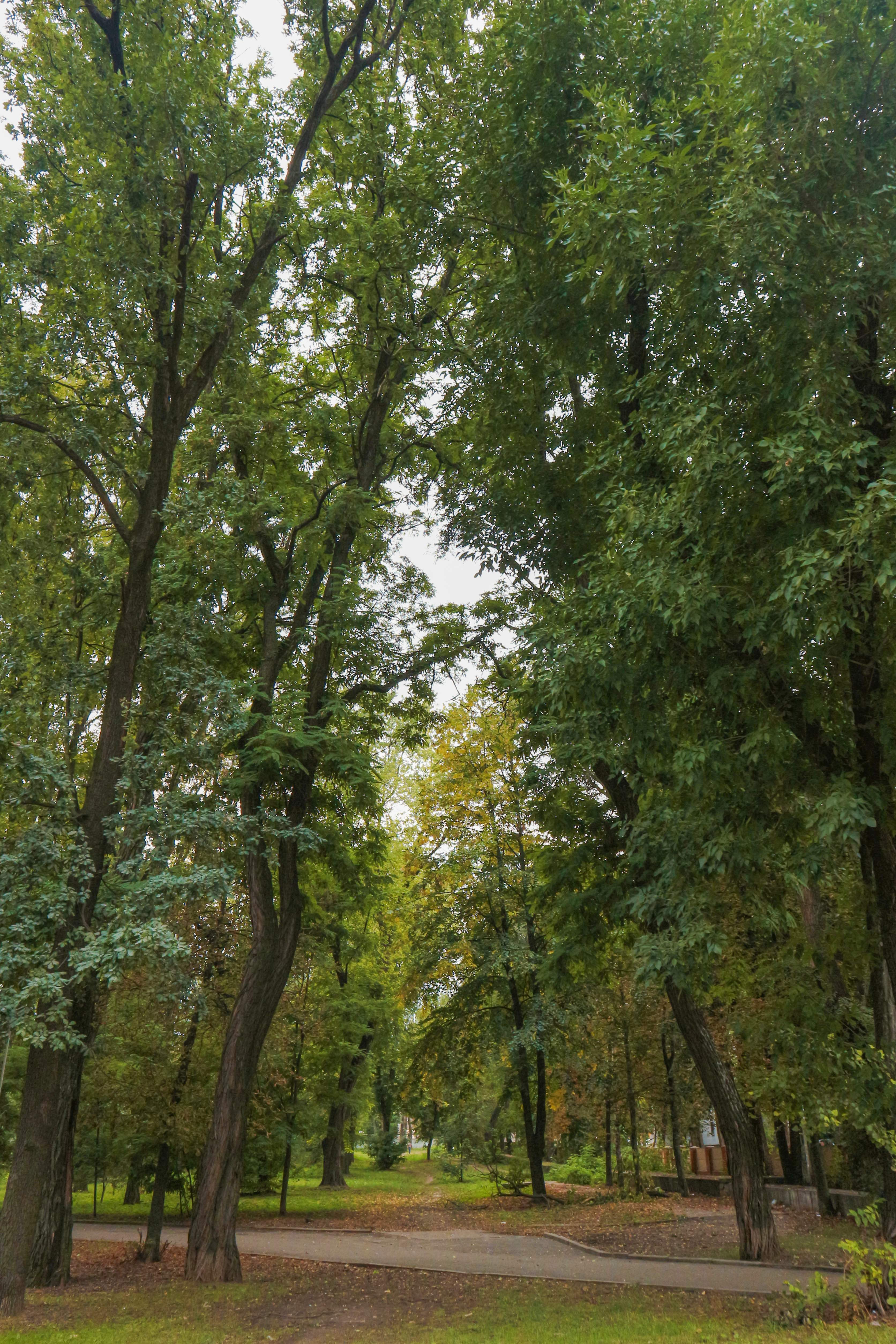
Севастопільський парк

|  | Лариса надто була жінка нашого часу, щоб надати якесь значення словам або оцінкам, можливо, навіть вчинкам і очевидності фактів. |

|                    | Герої Домонтовича — це проблема втраченого зв'язку із сакральним. Мистецтво втрачає свій сакральний вигляд, люди втрачають свою релігійну свідомість. |
| — Валерія Савотіна | |

## Варязька церква
Події в романі розгортаються навколо Варязької церкви, точніше проєкту її перетворення на архітектурний заповідник. Це велична архітектурна пам'ятка, недобудований собор відомого архітектора Степана Линника. Будівництво церкви розпочалося 1908 року й не було завершене. Олена Гусейнова назвала Варязьку церкву «головним архітектурним лейтмотивом роману». 
Андрій Портнов, дослідник творчості письменника, зазначає, що Варязької церкви, як і архітектора Линника насправді не існувало. Натомість співробітниця музею «Літературне Придніпров'я» Ірина Мазуренко переконана, що прототипом архітектурної пам'ятки в романі В. Петрова могла стати Лазарівська церква на Севастопільському цвинтарі (сучасний Севастопільський парк).

## Рецепція
У післямові до ІІІ тому зібрання прози В. Домонтовича Юрій Шевельов написав про роман автора так: «"Без ґрунту" — це справжній підсумок "повістевого періоду" в творчості Домонтовича, синтетичний образ української дійсності двадцятих — початку тридцятих років і розрахунок з нею, один з найкращих творів української прози нашого сторіччя». 
Юрій Лавріненко зазначав, що в романі письменника під спокійним тоном прочитуються неспокій і прірва порожнечі, під  гумором проступає відчай. 
Соломія Павличко зазначила, що В. Домонтович у своєму романі відбив кризу втраченої автентичності, самопочуття людини без будь-якої основи за винятком інтелектуальної.
У своїй статті Тетяна Григоренко (Демчик) зазначила, що в романі «Без ґрунту» відображено культуротворчий дискурс і різні моделі культурної ідентичності, поширені в українському суспільстві на початку ХХ ст.

## Видання
- Віктор Домонтович. «Без ґрунту». Регенсбурґ: Видання Михайла Борецького, 1948. 217 с. (завантажити)
- Віктор Домонтович. Проза у трьох томах. Том II. Романи Куліша, Без ґрунту (повісті). Редакція й супровідна стаття: Юрій Шевельов. Примітки: Юрій Шевельов; суперобкладинка: Ярослава Ґеруляк. Ню-Йорк: 1989, 477 с. ISBN 3-89278-009-9 (Том II)
- Віктор Домонтович. Доктор Серафікус; Без ґрунту. Передмова: Соломія Павличко. Київ: Критика, 1999. 280 с. (серія «Бібліотека ХХІ століття»). ISBN 966-7679-06-3
- Віктор Домонтович. Без ґрунту: повісті. Київ: Гелікон, 2000. 518 стор. (серія «Українська модерна література»). ISBN 966-95238-7-7
- В. Домонтович. Спрага Музики. Київ: Комора, 2019. С. 27—207.

## Цитати
|  | Сучасна людина виробила в собі звичку не мати свого кутка. Вона розірвала пуповину, що зв'язувала її з материнським лоном місця. Відмовилась од почуття спільноти з землею. Зреклася свідомости своєї тотожности з країною. Загубила згадку про свою спорідненість з вітчизною. Місце народження обернулось посвідкою, виданою з Загсу, черговим пунктом заповнюваної анкети. |

|  | Мешканці, що заступили давніших пожильців, не мають ані бажання, ані ініціятиви лагодити ґанки, дбати про садки, віднослювати паркани, зробити фіртки, замахати дірки, вибиті в цеглі стін кулементними чергами махнівських куль. Люди втратили почуття сталости. Вони звикають жити в руїнах і серед руїн, немов в чеканні на нову катастрофу, нове знищення, ще страшніше, ще згубніше за попереднє. Свої доми вони обертають в випадкові притулки, хати — в печери або лігва, міста в переходові табори. |

|  | В відміну від того, замість незнаних земель, ми шукаємо незнаних істин. |